# Alberto Bevilacqua
Alberto Bevilacqua (n. 27 iunie 1934, Parma, Italia – d. 9 septembrie 2013, Roma, Italia) a fost un scriitor italian.
A câștigat Premiul Strega în 1968 pentru L'occhio del gatto.